# Abasha
Abasha (en georgiano: აბაშა; en megreliano: აბაშა) es una ciudad de Georgia ubicada en el centro de la región de Mingrelia-Alta Esvanetia, siendo la capital del municipio homónimo. La ciudad también es la sede del metropolitano de la eparquía de Martvili y Chkondidi de la Iglesia ortodoxa georgiana.

## Toponimia
La palabra "Abasha" proviene del árabe. Según una leyenda, los árabes querían cruzar el río, pero estaba crecido y se gritaban unos a otros "Aba-sha", es decir, "retirada". Según las memorias de Juansher, un soldado de infantería abisinio de 23.000 de origen etíope en el ejército de Marwan II en el siglo VIII se ahogó en un río, y el otro río se apoderó de 35.000 caballos. Debido a eso, un río se llamó Abasha y el otro Tsjenistskali.

## Geografía
El asentamiento se encuentra entre el río Noghela y Abasha, a 283 de Tbilisi.

## Historia
Los pueblos de Abasha, Kvatana y Sakacharavo se incluyeron en el distrito de Sachilao a principios del siglo XIX. El establecimiento de la zona como centro urbano está relacionado con la construcción del ferrocarril Tbilisi-Poti en 1870, cuando se inauguró la estación de tren de Abasha. El área alrededor de la estación de tren pasó a llamarse Nueva Abasha e incluía las antiguas aldeas de Abasha, Kvatana, Kapan, Nogoja y Sakacharavo. Desde 1923 se le ha concedido el estatus de municipio. A partir de 1930 se convirtió en el centro del distrito. En 1938 todavía se mencionaba como un pueblo separado en Nogoja. 
El asentamiento de Abasha adquirió el estatus de ciudad en 1964. La historia moderna de Abasha se asocia principalmente con un experimento económico resonante de la era soviética introducido por el líder del partido comunista georgiano, Eduard Shevardnadze, en la década de 1970. En 1971, Shevardnadze agrupó todas las instituciones agrícolas regionales, incluido el koljós, en una sola asociación de gestión. Al mismo tiempo, quienes trabajaban la tierra recibían preferencia material y económica. La medida facilitó la iniciativa y la coordinación locales y condujo a un rápido aumento de la producción agrícola en el distrito de Abasha, anteriormente muy pobre. Había sido la primera empresa privada en la Unión Soviética desde Lenin. A principios de la década de 1980, el "experimento Abasha" se amplió, con diversos grados de éxito, a otras regiones de Georgia.

## Demografía
La evolución demográfica de Abasha entre 1874 y 2014 fue la siguiente:
| 1539                                            | 2264 | 4444 | 6430 | 4941 |
| (Fuente: Population of Georgia in Soviet times) |      |      |      |      |

Su población era de 4.920 en 2014, con el 99,6% de la población son georgianos (mingrelianos).
|              | 1939      | 1939       | 1959      | 1959       | 2014      | 2014       |
| Grupo étnico | Población | Porcentaje | Población | Porcentaje | Población | Porcentaje |
| ------------ | --------- | ---------- | --------- | ---------- | --------- | ---------- |
| Georgianos   | 1998      | 88,3%      | 4193      | 94,4%      | 4920      | 99,57%     |
| Rusos        | 220       | 9,7%       | 183       | 4,1%       | 12        | 0,24%      |
| Ucranianos   | 220       | 9,7%       | 20        | 0,5%       | -         | -          |
| Azeríes      | -         | -          | 2         | 0,1%       | -         | -          |
| Armenios     | 8         | 0,4%       | 17        | 0,4%       | -         | -          |
| Griegos      | 1         | 0,1%       | 7         | 0,2%       | -         | -          |
| Judíos       | 22        | 1%         | 7         | 0,2%       | -         | -          |
| Osetios      | -         | -          | 1         | 0,1%       | -         | -          |
| Total        | 2264      | 100%       | 4444      | 100%       | 4941      | 100%       |

## Economía
La principal industrias de la ciudad son una planta mecánica, una fábrica de zapatos de goma, la planta de aceite y fábrica de tejidos y de té. 

## Infraestructura

### Transporte
En Abasha hay una estación de tren en la línea Sujumi-Samtredia.

## Personas ilustres
- Konstantine Gamsajurdia (1893-1975), escritor georgiano que es considerado uno de los escritores más importantes del siglo XX en Georgia.
- Akaki Joshtaria (1873-1932): empresario, personaje público y filántropo georgiano.
- Radish Tordia (1936): pintor georgiano.
- Giorgi Kvilitaia (1993): futbolista profesional georgiano, actual jugador del K.A.A. Gent
- Revaz Nadareishvili (1991): luchador grecorromano georgiano que ganó una medalla de bronce en el Campeonato Mundial de Lucha Libre del 2017.